# Saison 2014-2015 du Standard de Liège (féminines)
Pour un article plus général, voir Standard de Liège (féminines).
Maillots
Chronologie
Saison précédente Saison suivante
La saison 2014-2015 du Standard de Liège (féminines) est la quarante-quatrième saison consécutive du club liégeois au plus haut niveau: quarante et une saisons en Championnat de Belgique et la troisième saison en BeNe Ligue.

## Objectifs du club
L'objectif du Standard de Liège (féminines) sera de remporter pour la 18e fois le Championnat de Belgique, et également d'enlever son 1er titre de Champion de Belgique et des Pays-Bas, raté de peu en 2012-2013 et 2013-2014.
En Coupe de Belgique, l'objectif sera de remporter la coupe pour la 8e fois.
Enfin, l'un des autres objectifs sera de sortir de la phase de qualification en Ligue des Champions.

## Faits marquants
- 26 juin 2014: le tirage au sort de la phase de qualification de la Ligue des Champions désigne comme adversaires au club liégeois: les Portugaises de l'Atlético Ouriense, les Galloises de Cardiff Metropolitan LAFC et les Israéliennes de l'ASA Tel-Aviv.
- juillet 2014: un club officiel de supporteurs voit le jour: Les Rouchettes avec, comme slogan, Red Girls on Fire. Il fait partie de la Famille des Rouches, ASBL regroupant les clubs des supporteurs du Standard de Liège.
- 11 août 2014: le Standard de Liège (féminines) remporte sa plus nette victoire, 10-0, en Ligue des Champions. C'est aussi le record pour un club belge dans cette compétition.
- 14 août 2014: malgré sa victoire contre ASA Tel-Aviv, le Standard de Liège (féminines) ne se qualifie pas pour les seizièmes de finale de la Ligue des Champions.
- 29 août 2014: les Liégeoises démarrent, en force, la BeNe Ligue en battant SC Heerenveen 7-1.
- 27 février 2015: le Standard de Liège (féminines) devient champion de Belgique pour la 18e fois et la 5e fois consécutive, ce qui constitue un record en Belgique. C'est aussi le 6e titre en sept ans pour les Liégeoises.
- 8 mai 2015: le Standard de Liège (féminines) devient champion de Belgique et des Pays-Bas et réalise également un doublé inédit Championnat de Belgique et des Pays-Bas-Championnat de Belgique.

## Équipements
| Marque          | Joma         |
| Sponsor maillot | Base, Mithra |

## Transferts
| Été 2014           |             |           |                        |
| Nom                | Nationalité | Transfert | Provenance/Destination |
| Arrivées           |             |           |                        |
| Renate Verhoeven   | Pays-Bas    | Transfert | PSV/FC Eindhoven       |
| Britt Vanhamel     | Belgique    | Transfert | RSC Anderlecht         |
| Annelies Van Loock | Belgique    | Transfert | Royal Anvers FC Ladies |
| Sara Yüceil        | Belgique    | Transfert | Oud-Heverlee Louvain   |
| Départs            |             |           |                        |
| Kelly Ickmans      | Belgique    | Transfert | K Kontich FC           |
| Riete Loos         | Belgique    | Transfert | DVL Zonhoven           |
| Taika De Koker     | Belgique    | Transfert | Oud-Heverlee Louvain   |

## Résultats

### Préparation d'avant-saison
- Bilan: 5 victoires, 34 buts marqués, 0 buts encaissés

## Équipes réserves et équipes de jeunes
Le Standard de Liège B évolue en D1. Le Standard de Liège C évolue en D3B.
Le club liégeois a aussi des équipes de jeunes: U16, U14 et U13. Toutes évoluent dans les divisions régionales.